# Thủy ngân đỏ

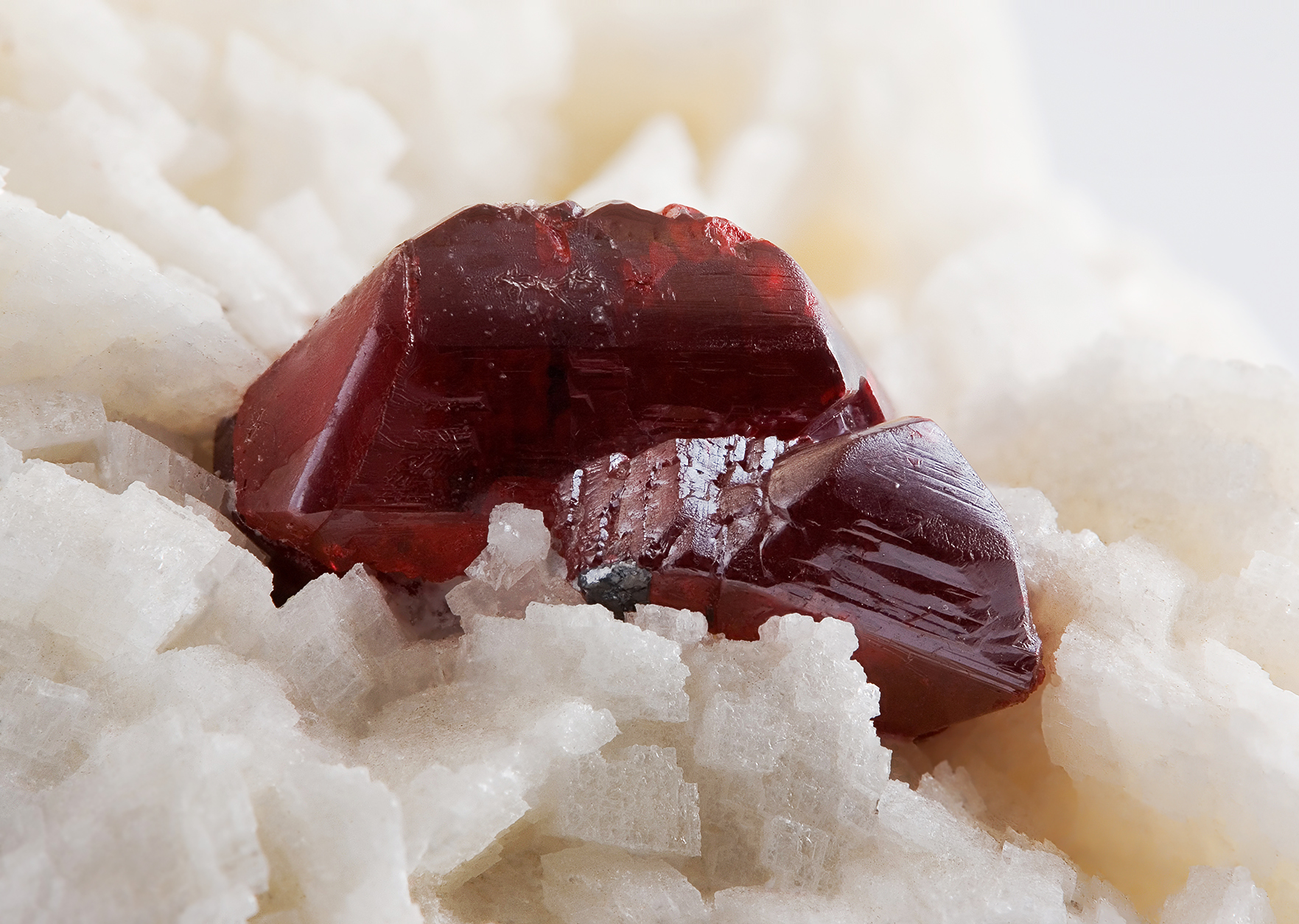
Tinh thể thủy ngân (II) sulfide và một số hợp chất thủy ngân khác có màu đỏ đậm, nhưng không được sử dụng công khai trong vũ khí hạt nhân.

Thủy ngân đỏ được coi là một chất có thành phần không chắc chắn được sử dụng trong việc tạo ra vũ khí hạt nhân, cũng như một loạt các hệ thống vũ khí không liên quan. Do sự bí mật lớn xung quanh việc phát triển và sản xuất vũ khí hạt nhân, không có bằng chứng nào cho thấy thủy ngân đỏ tồn tại. Tuy nhiên, tất cả các mẫu được cho là "thủy ngân đỏ" được phân tích trong các tài liệu công khai đã được chứng minh là các chất đỏ phổ biến, thường không được các nhà sản xuất vũ khí quan tâm.

## Lịch sử
Các tài liệu tham khảo về thủy ngân đỏ xuất hiện lần đầu tiên trong các nguồn truyền thông lớn của Liên Xô và phương Tây vào cuối những năm 1980. Các bài báo không bao giờ viết cụ thể như thủy ngân đỏ chính xác là gì, nhưng tuy nhiên tuyên bố nó có tầm quan trọng rất lớn trong việc chế tạo bom hạt nhân, hoặc nó được sử dụng trong việc chế tạo vũ khí phân hạch tăng cường. Gần như ngay khi những câu chuyện xuất hiện, mọi người bắt đầu cố gắng để mua nó. Vào thời điểm đó, bản chất chính xác của chất bắt đầu thay đổi, và cuối cùng biến thành bất cứ điều gì mà người mua tình cờ quan tâm. Như tạp chí New Scientist đã báo cáo vào năm 1992, một báo cáo của Phòng thí nghiệm quốc gia Lawrence Livermore đã chỉ ra rằng: 
 Khi thủy ngân đỏ xuất hiện lần đầu tiên trên thị trường chợ đen quốc tế cách đây 15 năm, vật liệu hạt nhân được cho là bí mật hàng đầu 'đỏ' vì nó đến từ Nga. Khi nó xuất hiện trở lại vào năm ngoái tại các quốc gia cộng sản trước đây ở Đông Âu, nó đã vô tình có được một màu đỏ. Nhưng sau đó, như một báo cáo từ Bộ Năng lượng Hoa Kỳ tiết lộ, các biến động bí ẩn là các cổ phiếu của thủy ngân đỏ trong thương mại. Bài báo cáo, từ những tổng hợp bởi các nhà nghiên cứu tại Phòng thí nghiệm quốc gia Los Alamos, cho thấy rằng trong tay của những kẻ chơi lừa đảo, thủy ngân đỏ có thể làm hầu hết mọi thứ mà nhà mâu thuẫn thế giới thứ ba mong muốn. Bạn muốn đường tắt để chế tạo bom nguyên tử? Bạn muốn chìa khóa cho các hệ thống dẫn đường tên lửa đạn đạo của Liên Xô? Hoặc có lẽ bạn muốn phương án thay thế của Nga cho sơn chống radar trên máy bay ném bom tàng hình ? Những gì bạn cần là thủy ngân đỏ. 
 Một bài báo trên tờ nhật báo Nga nói rằng Pravda năm 1993, tuyên bố dựa trên các bản ghi nhớ bí mật hàng đầu bị rò rỉ, mô tả thủy ngân đỏ là: 
 [A] vật liệu siêu dẫn được sử dụng để sản xuất thuốc nổ bom thông thường và hạt nhân có độ chính xác cao, bề mặt 'tàng hình' và đầu đạn tự hành. Người dùng cuối chính là các công ty hàng không vũ trụ và công nghiệp hạt nhân lớn ở Hoa Kỳ và Pháp cùng với các quốc gia tham vọng gia nhập vào câu lạc bộ hạt nhân, như Nam Phi, Israel, Iran, Iraq và Libya. 
 Hai bộ phim tài liệu truyền hình về thủy ngân đỏ được thực hiện bởi đài truyền hình Channel 4 của Anh, phát sóng vào năm 1993 và 1994, Trail of Red Mercury và Pocket Neutron, tuyên bố có "bằng chứng đáng kinh ngạc rằng các nhà khoa học Nga đã thiết kế một quả bom neutron thu nhỏ sử dụng hợp chất bí ẩn gọi là thủy ngân đỏ".
Samuel T. Cohen, một nhà vật lý người Mỹ, người đã chế tạo bom nguyên tử, cho biết trong cuốn hồi ký của mình rằng thủy ngân đỏ được sản xuất bằng cách"pha trộn vật liệu hạt nhân với số lượng rất nhỏ vào các vật chất thông thường, rồi đưa hỗn hợp vào trong một lò phản ứng", hoặc "dùng các dòng hạt nguyên tử đã được tăng tốc để bắn phá hỗn hợp". Khi phát nổ, hỗn hợp này được cho là "cực kỳ nóng, cho phép tạo ra áp suất và nhiệt độ có khả năng đốt cháy hydro nặng và tạo ra một quả bom neutron mini hợp nhất thuần khiết".

Thủy ngân đỏ được chào bán khắp châu Âu và Trung Đông bởi các doanh nhân Nga, những người tìm thấy nhiều người mua sẽ trả hầu hết mọi thứ cho chất này mặc dù họ không biết nó là gì. Một nghiên cứu cho Bản tin của các nhà khoa học nguyên tử năm 1997 có lẽ là bản tóm tắt tốt nhất về chủ đề này: 
 Giá khởi đầu cho thủy ngân đỏ dao động từ 100.000 đến 300.000 USD mỗi kg. Đôi khi vật liệu sẽ được chiếu xạ hoặc vận chuyển trong các thùng chứa có ký hiệu phóng xạ, có lẽ để thuyết phục người mua tiềm năng về giá trị chiến lược của nó. Nhưng các mẫu bị cảnh sát thu giữ chỉ chứa thủy ngân dioxide, thủy ngân (II) iodide hoặc thủy ngân trộn với thuốc nhuộm đỏ- hầu như là những thứ các nhà sản xuất vũ khí. 
 Sau vụ bắt giữ một số người đàn ông ở Anh vào tháng 9 năm 2004, vì nghi ngờ rằng họ đang cố gắng mua một kg thủy ngân đỏ với giá 900.000 bảng, Cơ quan Năng lượng Nguyên tử Quốc tế đã đưa ra tuyên bố bác bỏ tuyên bố rằng chất này là có thật. "Thủy ngân đỏ không tồn tại," người phát ngôn nói. "Toàn bộ chỉ là một trò đùa ác ý." Khi vụ án đến phiên tòa tại Old Bailey vào tháng 4 năm 2006, nó trở nên rõ ràng rằng News of the World ' "giả sheikh" Mazher Mahmood đã từng làm việc với cảnh sát để bắt ba người đàn ông, ông Dominic Martins, Roque Fernandes và Abdurahman Kanyare. Họ đã cố gắng "cố gắng thiết lập tài trợ cho khủng bố" và "có một bài báo (một chất dựa trên thủy ngân cực kỳ nguy hiểm) cho khủng bố". Theo công tố viên, thủy ngân đỏ được cho là vật liệu có thể gây ra vụ nổ lớn, thậm chí có thể là phản ứng hạt nhân, nhưng liệu thủy ngân đỏ có thực sự tồn tại hay không không liên quan đến công tố. Cả ba người đàn ông đều được tha bổng vào tháng 7 năm 2006.

## Phân tích
Một số hợp chất thủy ngân thông thường được thực sự đỏ, chẳng hạn như thủy ngân (II) sulfide (mà từ đó các sắc tố sáng màu đỏ son ban đầu được nguồn gốc), thủy ngân dioxide, và thủy ngân (II) iodide, và một số khác là thuốc nổ, chẳng hạn như thủy ngân fulminat. Thủy ngân đỏ chưa được sử dụng cho bất kỳ hợp chất nào trong vũ khí hạt nhân đã được ghi nhận công khai. "Thủy ngân đỏ" cũng có thể là tên mã của một chất không chứa thủy ngân, có lẽ là tên gọi khác của hợp chất FOGBANK bí ẩn nhưng được thừa nhận.
Một loạt các mặt hàng khác nhau đã được phân tích hóa học như các mẫu giả định của "thủy ngân đỏ" kể từ khi chất này lần đầu tiên được truyền thông chú ý, nhưng không có chất nào được tìm thấy trong các vật này. Một mẫu vật liệu phóng xạ đã bị cảnh sát Đức thu giữ vào tháng 5 năm 1994. Điều này bao gồm một hỗn hợp phức tạp của các nguyên tố, bao gồm khoảng 10% trọng lượng plutoni, với phần còn lại bao gồm 61% thủy ngân, 11% antimon, 6% oxy, 2% iod và 1,6% gallium. Lý do tại sao một số người đã lắp ráp hỗn hợp hóa chất phức tạp này vẫn chưa được biết; một điều khó hiểu không kém là sự hiện diện của những mảnh thủy tinh và lông bàn chải, cho thấy ai đó đã đánh rơi một chai chất này và sau đó quét nó vào một hộp đựng mới.
Ngược lại, một phân tích báo cáo năm 1998 về một mẫu "thủy ngân đỏ" khác đã kết luận rằng mẫu này là hỗn hợp không phóng xạ của thủy ngân nguyên tố, nước và thủy ngân (II) iodide, là một hóa chất có màu đỏ. Tương tự, một phân tích khác về một mẫu được thu hồi ở Zagreb vào tháng 11 năm 2003 đã báo cáo rằng vật phẩm này chỉ chứa thủy ngân. Một công thức đã được tuyên bố trước đây đối với thủy ngân đỏ là Hg2Sb2O7 (thủy ngân (II) pyroantimonate), nhưng không phát hiện thấy antimon trong mẫu năm 2003 này.

## Giải thích
Thủy ngân đỏ được mô tả bởi nhiều nhà bình luận,    và bản chất chính xác của cơ chế làm việc được cho là của thủy ngân đỏ rất khác nhau. Tuy nhiên, nói chung, không có giải thích nào trong số những giải thích này có vẻ hợp lí về mặt khoa học hoặc lịch sử.

### Đường tắt cho vật liệu phân hạch
Một giả thuyết phổ biến vào giữa những năm 1990 là thủy ngân đỏ tạo điều kiện cho việc làm giàu urani với độ tinh khiết ở cấp độ vũ khí. Thông thường, việc làm giàu như vậy thường được thực hiện với máy ly tâm kiểu Zippe, và mất vài năm. Thủy ngân đỏ đã được suy đoán   để loại bỏ bước tốn kém và mất thời gian này. Mặc dù điều này sẽ không loại trừ khả năng phát hiện vật liệu, nhưng nó có thể thoát khỏi sự phát hiện trong quá trình làm giàu vì các cơ sở lưu trữ máy ly tâm thường được sử dụng trong quy trình này là rất lớn và yêu cầu thiết bị có thể dễ dàng bị theo dõi trên toàn thế giới. Loại bỏ các thiết bị như vậy về mặt lý thuyết sẽ giúp giảm đáng kể việc chế tạo vũ khí hạt nhân bí mật.

### Đường tắt đến vật liệu dễ nóng chảy
Một phần quan trọng của thứ yếu trong bom nhiệt hạch là lithium-6 -deuteride. Khi được chiếu xạ bằng neutron năng lượng cao, Li-6 tạo ra triti, hỗn hợp với deuterium trong cùng hỗn hợp và nung chảy ở nhiệt độ tương đối thấp. Các nhà thiết kế vũ khí Nga đã báo cáo (1993) rằng thủy ngân đỏ là tên mã của Liên Xô cho lithium-6, có ái lực với thủy ngân và có xu hướng thu được màu đỏ do tạp chất thủy ngân trong quá trình tách.

### Thủy ngân đỏ như một công nghệ ballotics
Samuel T. Cohen, "cha đẻ của bom neutron ", đã tuyên bố trong một thời gian dài rằng thủy ngân đỏ là một hóa chất giống như chất nổ mạnh mẽ được gọi là kỹ thuật bắn đạn. Năng lượng được giải phóng trong phản ứng của nó được cho là đủ để nén trực tiếp thứ cấp mà không cần phải có phân hạch chính trong vũ khí nhiệt hạch. Ông tuyên bố rằng ông đã học được rằng các nhà khoa học Liên Xô đã hoàn thiện việc sử dụng thủy ngân đỏ và sử dụng nó để sản xuất một số quả bom nhiệt hạch tinh khiết cỡ nhỏ bằng quả bóng mềm có trọng lượng chỉ bằng 10 lb (4,5 kg), mà ông tuyên bố đã được thực hiện với số lượng lớn.

### Sơn tàng hình
Như đã đề cập trước đó, một trong những nguồn gốc của thuật ngữ "thủy ngân đỏ" là do tờ báo Nga Pravda, đã tuyên bố rằng thủy ngân đỏ là "vật liệu siêu dẫn dùng để sản xuất thuốc nổ bom thông thường và hạt nhân có độ chính xác cao, bề mặt 'tàng hình' và đầu đạn tự hành." Bất kỳ chất nào có các tính chất rất khác nhau này sẽ bị nghi ngờ, nhưng câu chuyện này vẫn tiếp tục có một lực hút kéo dài sau khi hầu hết mọi người đã bác bỏ toàn bộ câu chuyện.

### Thủy ngân đỏ ở nam Châu Phi
Các tổ chức liên quan đến giải phóng bom mìn và xử lý đạn dược chưa nổ đã ghi nhận tin đồn của một số cộng đồng ở miền nam châu Phi rằng thủy ngân đỏ có thể được tìm thấy trong một số loại vật liệu nổ. Họ cố gắng trích xuất thủy ngân đỏ, được coi là có giá trị cao, đã được báo cáo như là một động lực để mọi người tháo dỡ các bom mìn chưa nổ, và kết quả là chết hoặc bị thương. Trong một số trường hợp đã được báo cáo rằng các thương nhân có thể đang cố tình thúc đẩy quan niệm sai lầm này trong một nỗ lực để xây dựng một thị trường.
Năm 2013, một vụ nổ lớn làm rung chuyển khu ngoại ô Chitungwiza tại thủ đô Harare của Zimbabwe khiến 6 người thiệt mạng, bao gồm 1 trẻ sơ sinh 7 tháng tuổi.

### Ả Rập Xê Út
Vào tháng 4 năm 2009, báo cáo từ Ả Rập Xê Út cho biết tin đồn rằng máy may Singer chứa "thủy ngân đỏ" đã khiến giá của những chiếc máy đó tăng ồ ạt ở Vương quốc Anh, với một số tiền phải trả lên tới 200.000 SR cho một máy trước đây có thể là mua bằng 200 SR. Những người tin vào tin đồn cho rằng sự hiện diện của thủy ngân đỏ trong kim của máy may có thể được phát hiện bằng điện thoại di động; nếu điện thoại di động bị mất sóng khi đặt cạnh máy may là bằng chứng cho thấy có thủy ngân đỏ bên trong.
Ở Medina có một giao dịch tấp nập trong các máy may, với những người mua thấy sử dụng điện thoại di động để kiểm tra các máy có hàm lượng thủy ngân đỏ, trong khi có thông tin rằng những người khác đã ăn trộm tại thành phố Dhulum, it nhất 2 nhà may đã bị trộm đột nhập và nẫng đi số máy may có trong tiệm. Ở các địa phương khác, có tin đồn rằng một công ty đa quốc gia có trụ sở tại Kuwait đã mua máy may Singer, trong khi ở Al-Jouf, người dân được tin rằng một bảo tàng địa phương đã mua bất kỳ máy nào mà họ có thể tìm thấy, và rất nhiều phụ nữ đã đến bảo tàng để bán máy Singer của họ.
Có rất ít sự đồng thuận trong câu chuyện về bản chất chính xác hoặc thậm chí màu của thủy ngân đỏ, trong khi việc sử dụng được cho là từ một thành phần thiết yếu của năng lượng hạt nhân, để có khả năng triệu hồi jinn, chiết xuất vàng, hoặc xác định vị trí kho báu bị chôn vùi và thực hiện các hình thức ma thuật khác. Người phát ngôn chính thức của cảnh sát Riyadh nói rằng những tin đồn đã được bắt đầu bởi các băng đảng cố gắng lừa người dân, và phủ nhận sự tồn tại của thủy ngân đỏ trong máy may.